# Cornel Chin-Sue
Cornel Chin-Sue (sinh ngày 17 tháng 9 năm 1976) là một tiền vệ bóng đá người Jamaica hiện tại thi đấu cho Arnett Gardens F.C..

## Sự nghiệp câu lạc bộ
Với biệt danh Chaps, anh là thành viên của 'Gang of Five', cùng với Kevin Wilson, Everton Bunsie, Kwame Richardson và Eugene Barnes. Chin-Sue được biết đến với khả năng tỳ đè và kèm người. Anh đã thi đấu ở Arnett trong nhiều năm.

## Sự nghiệp quốc tế
Anh có màn ra mắt cho Reggae Boyz năm 1999 trước Bolivia và chơi trận đấu cuối cùng năm 2004 trước Guatemala, gồm 13 lần ra sân, ghi 1 bàn thắng. Anh là một phần của đội hình Cúp Vàng CONCACAF 2003 của Jamaica nhưng không thi đấu một trận nào.